# Acanthostracion notacanthus
Acanthostracion notacanthus es una especie de peces de la familia Ostraciidae en el orden de los Tetraodontiformes.

## Morfología
Los machos pueden llegar alcanzar los 50 cm de longitud total.

## Hábitat
Es un pez de Mar y, de clima tropical y demersal que vive entre 3-25 m de profundidad.

## Distribución geográfica
Se encuentra en el Atlántico oriental (Islas Azores, Santa Helena,  Ascensión, Ghana, Angola y Santo Tomé y el Mediterráneo.

## Observaciones
Es inofensivo para los humanos.